# Пикалюк, Василий Степанович
Василий Степанович Пикалюк ((укр. Василь Степанович Пікалюк; род. 16 ноября 1954, Масловец, Волынская область) — украинский деятель медицины, доктор медицинских наук, профессор, академик АН ВО Украины.

## Биография
Родился 16 ноября 1954 года в селе Масловец на Волыни. После окончания Тернопольского медицинского института был рекомендован в аспирантуру кафедры нормальной анатомии. Кандидатскую диссертацию защитил в 1983 году, в 1978—1984 годах работал ассистентом кафедры, а в 1985 году был избран по конкурсу на должность доцента кафедры нормальной анатомии Луганского медицинского института.
Там он проработал 10 лет, защитив докторскую диссертацию (1991), став профессором (1993), деканом лечебного факультета (1991), проректором по учебной работе (1993). В 1995 году после образования Волынского государственного университета им. Леси Украинки на конкурсной основе избран на должность проректора по научной работе, параллельно возглавляя кафедру физической реабилитации и специализированный ученый совет. В августе 2001 года утвержден в должности заведующего кафедрой нормальной анатомии человека в Крымском государственном медицинском университете им. С. И. Георгиевского. Кафедра являлась базовой для морфологических кафедр медицинских вузов Украины по внедрению в учебный процесс кредитно-модульной системы образования, а заведующий кафедрой возглавляет экспертный совет МЗ Украины по анатомии человека.
По приглашению читал открытые лекции для студентов медицинских университетов Сорбонны (Париж), Центрально-Европейского университета (Прага), Кракова, Люблина, Москвы, Санкт-Петербурга.

## Научная деятельность
В. С. Пикалюк автор более 650 публикаций, среди которых 28 патентов, 9 монографий, 12 учебников, 4 словаря, 45 учебных пособий и практикумов. Подготовил 6 докторов и 26 кандидатов наук, руководит работой морфологического научно-исследовательского центра. Научное направление: экологическая и функциональная остеология; экспериментальная и клиническая ликворология, система стволовых клеток.
Возглавляет Крымское республиканское общество анатомов, гистологов, эмбриологов и топографоанатомов, член правления Всеукраинского научного общества морфологов, член республиканской и председатель университетской проблемных научных комиссий «Морфология», зам. председателя специализированного ученого совета по защите докторских диссертаций, член редакционных коллегий профильных научных журналов, эксперт ВАКа.
Печатается в художественно-публицистической периодике, сотрудничает с масс-медиа. Награждён почетным знаком «Отличник образования Украины», почетными грамотами МО и МЗ Украины кабинета министров Крыма.